# يوهان الثالث
يوهان الثالث (بالسويدية: Johan III، وبالفنلندية: Juhana III؛ 20 ديسمبر 1537 - 17 نوفمبر 1592) هو ملك السويد من 1569 حتى وفاته. كان ابن الملك السويدي غوستاف الأول وزوجته الثانية مارغريت ليونهوفود. وكان حاكم فنلندا أيضًا، بشكل مستقل تمامًا، بصفته الدوق يوهان من 1556 حتى 1563. وفي 1581، حمل أيضًا لقب أمير فنلندا الأكبر. جلس على العرش السويدي بعد تمرده ضد أخيه غير الشقيق إريك الرابع عشر. ويُعرف بشكل أساسي بسبب محاولاته ردم الفجوة بين كنيسة السويد اللوثرية الجديدة والكنيسة الكاثوليكية.
كانت زوجته الأولى كاثرين ياغيلون من العائلة الحاكمة البولندية الليتوانية، واعتلى ابنهما سييسموند العروش البولندية الليتوانية والسويدية.

## سيرته
كان الابن الثاني لغوستاف فاسا (1523-1560). ووالدته مارغريت ليونهوفود (1514-1551)، وهي امرأة نبيلة سويدية. عارض أخيه غير الشقيق إريك الرابع عشر من السويد (1560-1568) بصفته دوق فنلندا، وسُجن عام 1563. وبعد إطلاق سراحه من السجن، ربما بسبب جنون أخيه، انضم يوهان إلى المعارضة مرة أخرى، ثم خلع إريك ونصب نفسه الملك. كان حليفه الرئيسي خاله ستن ليونهوفود، الذي أصبح كونت راسبورغ على فراش الموت. وبعد ذلك بوقت قصير، أعدم يوهان مستشار أخيه الموثوق، غوران بارشون، الذي حمله مسؤولية المعاملة القاسية التي تلقاها أثناء وجوده في السجن.
بدأ جون أيضًا محادثات سلام مع الدنمارك ولوبيك لإنهاء حرب السنوات السبع الاسكندنافية، لكنه رفض معاهدات روسكيلدا (1568)، حيث قبل مبعوثوه المطالب الدنماركية بعيدة المدى. وبعد عامين آخرين من القتال، اختتمت هذه الحرب دون العديد من التنازلات السويدية في معاهدة شتيشن (1570). وخلال السنوات التالية نجح في محاربة روسيا في الحرب الليفونية، التي أنهتها معاهدة بلوسا عام 1583، وهي حرب كانت تعني إعادة الاستيلاء السويدي على نارفا. بشكل عام، تأثرت سياسته الخارجية بعلاقته ببولندا التي أصبح ابنه سييسموند الثالث فاسا ملكًا عليها في عام 1587.
في السياسة الداخلية، أظهر جون تعاطفًا كاثوليكيًا واضحًا، متأثرًا بزوجته البولندية، وهي حقيقة خلقت احتكاكات مع رجال الدين السويديين والنبلاء. وسعى للحصول على مساعدة البابوية من أجل الإفراج عن أصول عائلة زوجته، التي جُمدت في نابولي. وسمح لليسوعيين بالعمل ضمن الكلية اللاهوتية الملكية في ستوكهولم سراً. وقد كان يوهان نفسه من أتباع اللاهوتي جورج كاساندر. سعى إلى المصالحة بين روما وفيتنبرغ على أساس توافق الآراء حول القرون الخمسة الأولى للمسيحية. وافق يوهان على نشر نظام الكنيسة السويدية اللوثري لرئيس الأساقفة لورنتيوس بيتري في عام 1571، ولكنه حصل أيضًا على موافقة الكنيسة على ملحق لنظام الكنيسة في عام 1575، اسمه Nova ordinantia ecclesiastica والذي أظهر عودة إلى مصادر آباء الكنيسة. ومهد هذا الطريق لإصداره الكتاب الأحمر السويدي اللاتيني، الذي أعاد إدخال العديد من العادات الكاثوليكية وأسفر عن النضال الليتورجي (الشعائري)، الذي امتد على فترة عشرين عامًا. وفي عام 1575، أعطى الإذن لبقية الأديرة الكاثوليكية في السويد لبدء تلقي المترهبنين من جديد. وكان أيضًا على خلاف لاهوتي مع أخيه الأصغر الدوق كارل من سودرمانيا (الذي أصبح بعد ذلك كارل التاسع ملك السويد)، الذي كان متعاطفًا مع الكالفينية، ولم يدعم شعائر الملك يوهان في دوقيته. وكان يوهان الثالث راعيًا شغوفًا للفن والعمارة.

### يوهان الثالث ملكًا
في يناير 1569، نصب البرلمان السويدي يوهان ملكًا، ما أجبر إريك الرابع عشر على التخلي عن العرش. لكن هذا التنصيب كان تحت تأثير يوهان. وتلقى الدوق كارل ضمانات أن دوقيته باتت دون القيود السابقة على سلطته والتي فرضتها مواد أربوغا. ثم توسعت سلطة النبلاء وحقوقهم ونقصت مسؤولياتهم.
كان يوهان ما يزال قلقًا بشأن منصبه كملك، بسبب أن إريك على قيد الحياة. لاحقه الخوف من تحرير محتمل للملك المسجون، وأثار قلقه لدرجة أنه في عام 1571 أمر الحراس بقتل الملك الأسير إذا كان هناك أي شك في محاولة لتحريره. ومن المحتمل أن هذه هي الطريقة التي مات بها إريك عام 1577.
زعم يوهان الثالث أنه حرر السويد من «الطاغية» إريك الرابع عشر، تمامًا كما ادعى والده أنه حرر السويد من «كلب الدم - الدموم» كريستيان الثاني. وقد كان يوهان عنيفًا وحادًا ومرتابًا.

## روابط خارجية
- يوهان الثالث على موقع الموسوعة البريطانية (الإنجليزية)